# Memorial Park (Metro de Los Ángeles)
Memorial Park es una estación en la línea A del Metro de Los Ángeles y es administrada por la Autoridad de Transporte Metropolitano del Condado de Los Ángeles. La estación se encuentra localizada en Pasadena, California entre la Calle Holly y Arroyo Parkway.

## Atracciones
- Armory Center for the Arts
- Art Center College of Design – vía ARTS Bus 51
- Fuller Theological Seminary
- Memorial Park & Levitt Pavilion
- Museo Norton Simon
- Pacific Asia Museum
- Pasadena Civic Center
- Pasadena Museum of California Art
- Paseo Colorado Shopping Center
- Rose Bowl – vía ARTS Buses 51/52 o Parsons Park
- Iglesia Católica San Andres

## Conexiones de autobuses
- Metro Local: 180, 181, 256, 260, 267, 686
- Metro Rapid: 762, 780
- Foothill Transit: 187, 690
- LADOT Commuter Express: 549
- Pasadena ARTS: 10, 20, 40, 51, 52